# Udvardi István (vízilabdázó)
Udvardi István (Budapest, 1960. február 27. – Kecskemét, 2012. február 6.) olimpiai bronzérmes vízilabdázó.

## Életpályája
Általános iskolai és középfokú tanulmányait Budapesten végezte.

## Sportpályafutása
1974-ben a Ferencváros színeiben kezdett vízilabdázni, ahol hat évig szerepelt. 1982-ben egy évig a SZEOL AK játékosa volt, majd ismét az FTC-ben játszott 1985-ig. Ezt követően a Vasasban pólózott. 1988-tól Olaszországban légióskodott, játszott a Savona és a Sori csapataiban. 1980 és 1986 között 52 mérkőzésen szerepelt a magyar válogatottban.

## Eredményei
1976-ban magyar kupa-győztes volt. 1977-ben az FTC MNK-győztese, KEK- és Szuper Kupa győztes. 1978-ban a Magyar Népköztársaság Kupa győztese. 1979-ben mindhárom kupát az FTC nyerte. Az 1980-as moszkvai olimpián a bronzérmes magyar csapat tagja volt.